# Bataillon de volontaires finlandais de la Waffen-SS
Le bataillon de volontaires finlandais de la Waffen-SS (allemand : Finnisches Freiwilligen-Bataillon der Waffen-SS) était un bataillon d'infanterie motorisée composé de volontaires Finlandais incorporé dans la Waffen-SS pendant la Seconde Guerre mondiale. L'unité a combattu sur le front de l'Est au sein de la division SS Wiking et a été dissoute au milieu de 1943, l'engagement des volontaires d'une durée de deux ans ayant expiré et le gouvernement finlandais ne souhaitant pas permettre à davantage d'hommes de faire du bénévolat en combattant sous le joug nazi. Environ 1 400 hommes ont servi dans le bataillon au cours de son existence.

## Histoire opérationnelle
Le gouvernement finlandais a recruté des hommes pour servir avec la Waffen-SS pour un mandat de deux ans au début de 1941, bien que les négociations sur les détails se soient prolongées jusqu'à la fin du mois d'avril. Cela retarde leur arrivée jusqu'en mai et les quelque 400 hommes ayant une expérience militaire de la guerre d’hiver avaient été envoyés dans la division SS Wiking à la mi-juin, puis dispersés dans la formation. Les volontaires inexpérimentés sont retenus pour suivre une formation puis regroupés dans le bataillon SS motorisé du Nord-Est (SS Freiwilligen Batallion Nordost) le 1er juin. À la fin du mois, le bataillon compte environ 1 000 hommes. Il est renommé bataillon de volontaires finlandais de la Waffen-SS le 13 septembre. Des volontaires supplémentaires ont été recrutés au cours des prochains mois pour porter l'effectif à environ 1 180 hommes. L'unité est envoyée sur le front de l'Est au début du mois de janvier 1942, où elle est rattachée au Corps d'Armée du SS-Regiment Nordland de la division SS Wiking, en tant que 3e bataillon. Le bataillon participe à la bataille du Caucase au milieu de 1942 et à la troisième bataille de Kharkov qui s'ensuivit au début de 1943, obligeant les Allemands à évacuer le Caucase après leur défaite lors de la bataille de Stalingrad. Le mathématicien Rolf Nevanlinna était président du comité du bataillon de volontaires finlandais de la Waffen-SS. 1 408 hommes ont servi au sein du bataillon au cours de son existence. 255 d'entre eux ont été tués au combat, 686 blessés et 14 autres portés disparus.
Le 3 mars 1943, un projet de régiment mixte de combat, le : Deutsch-Finnisches Regiment « Kevala », est validé par le haut commandement mais cependant abandonné par faute de volontaires. En mai 1943, l'unité restante — c'est-à-dire quatre compagnies de combat — est reversée à la 6. SS Freiwilligen Sturm-Brigade Langemarck.

## Ordre de marche et dénominations successive
| Date       | Nom                                             | Corps d'Armée                                    | Garnison            |
| ---------- | ----------------------------------------------- | ------------------------------------------------ | ------------------- |
| 01/06/1941 | SS Freiwilligen Batallion Nordost (mot.)        | Régiment '' Nordland '' - 11 Division SS Viking  | Stralsund (Pologne) |
| 13/09/1941 | Finnisches Freiwilligen-Batallion der Waffen SS | Régiment '' Nordland '' - 11 Division SS Viking  | Gros-Born (Pologne) |
| 03/03/1943 | Finnisches Freiwilligen-Batallion der Waffen SS | 6 SS Freiwilligen Sturm-Brigade '' Langemarck '' | Gros-Born (Pologne) |

## Allégations de crimes de guerre
Une étude de l'historien finlandais Andre Swanström a identifié au moins six volontaires finlandais de la Waffen-SS qui, selon l'opinion de Swanström, s'étaient impliqués dans des crimes, y compris le meurtre de Juifs en Ukraine en 1941. Dans une lettre, un soldat SS écrit à un officier et aumônier militaire, Ensio Pihkala, s'opposant aux détails de la fusillade car « pour l'exécution de Juifs, un personnel moins qualifié aurait suffi ». En 2018, en réponse à une demande du Centre Simon Wiesenthal, les autorités finlandaises ont annoncé la création d'une commission d'enquête sur les activités du bataillon. Les travaux du comité, y compris ceux de chercheurs des Archives nationales de Finlande, devraient s'achever d'ici à la fin de 2018,. Les allégations de Swanström ne sont pas nouvelles et la police d'État finlandaise avait déjà enquêté sur de telles allégations dans le passé. Aucune preuve de crime n'a été retrouvée à ce jour, bien que le 2 février 2019, les autorités finlandaises concluent que des volontaires finlandais de Waffen-SS auraient probablement participé à des meurtres de masses contre les Juifs. 

## Historiographie
En 1968, l'historien finlandais Mauno Jokipii (en) a publié un livre intitulé Panttipataljoona: suomalaisen SS-pataljoonan historia (« Histoire du bataillon SS finlandais ») détaillant l'histoire de l'unité. Le travail a été influencé par l'organisation des anciens SS finlandais, Veljesapu  ; en 2000, les droits d'auteur du livre ont été transférés à l'organisation. Entre autres, les historiens Oula Silvennoinen  et Marko Tikka montré que, à la lumière des documents d'archives apparus dans les années 2010, les estimations de Jokipii sur les radicaux nationalistes, fascistes et nationaux-socialistes dans ses rangs étaient sous-estimées. Selon Silvennoinen et Tikka, environ 46% des volontaires, soit plus du double du nombre comparé aux calculs de Jokipii, se seraient montrés adhérents de l'idéologie fasciste. Selon Swanström, 36% des volontaires se sont déclarés partisans du Mouvement du peuple patriotique fasciste (IKL), tandis que 10% se sont déclarés partisans des différents partis nazis finlandais et 7% des partis traditionnels de droite. Selon Swanström, l'idéologie des SS finlandais était liée au nationalisme extrême et à une forme particulière de revivalisme luthérien finlandais (herännäisyys). 
Selon Jokipii, les SS finlandais n'ont pas non plus participé aux exécutions brutales de Juifs par les Allemands, mais certains d'entre eux ont témoigné en tant que témoins oculaires des meurtres. Cependant, la documentation archivistique des années 2010 suggère que certains Finlandais auraient peut-être exécutés des Juifs aux côtés des Allemands. 